# Charles-Achille de Vanssay
Pour les articles homonymes, voir Vanssay.
Charles-Achille de Vanssay, né le 5 avril 1779 à Conflans-sur-Anille et mort le 4 mars 1875 au château de la Barre à Conflans-sur-Anille (Sarthe), est un haut fonctionnaire français.
Préfet sous le Premier Empire, les Cent-Jours et la Seconde Restauration, membre de la Société nationale des antiquaires de France, il est connu pour être l'organisateur des Archives départementales de la Seine-Inférieure.

## Biographie

### Jeunesse et parcours
La famille de Vanssay est une famille de la noblesse française, d'ancienne extraction originaire du Maine, maintenue noble.
Charles-Achille perd son père Charles de Vanssay, seigneur de la Barre de Conflans, en 1792. En 1796, il participe à l'insurrection des royalistes dans le Berry (armée de Condé). Il étudie le haut commerce à Bordeaux, puis il se rend à Paris, où il commence sa carrière administrative sous le Premier Empire aux bureaux du ministère de l’Intérieur en 1804. Sous-préfet de Château-Gontier du 1er juin 1807 à 1810, il devient le 18 juin 1809 auditeur au Conseil d'État. Nommé préfet des Basses-Pyrénées en 1810, il est écarté de ce poste en avril 1814 par le duc d'Angoulême et peu après, il est nommé préfet de Vaucluse, par Louis XVIII, le 20 mars 1815.
Au début de la Seconde Restauration il est d'abord nommé préfet, sans être installé, dans les départements de la Haute-Vienne et de la Mayenne. Il devient ensuite successivement préfet de trois départements : de la Manche (1815-1820), (il refuse en 1820 sa nomination dans le Bas-Rhin) , de la Seine-Inférieure (1820-1828) et de la Loire-Inférieure (1828-1830).

### Préfet des Basses-Pyrénées
Dans les Basses-Pyrénées, le préfet de Vanssay traite beaucoup d'affaires militaires pendant la guerre d’Espagne, survenues quand Napoléon veut faire de la ligne de séparation des eaux la frontière, dont de Vanssay étudie les tracés possibles. Il organise le recrutement, puis l'accueil des soldats blessés dans les hôpitaux et il prend des mésures contre des déserteurs et des refractaires.

### Préfet de la Seine-Inférieure
À Rouen, Vanssay se montre un préfet entreprenant. Se basant sur une initiative non exécutée de son prédécesseur le préfet Louis Malouet, il s'occupe de la création de l'asile des aliénés de Rouen, dont il place la première pierre en 1822 et qui est mis en fonction en 1825.  
Un autre initiative de son prédécesseur, la Commission départementale des antiquités de la Seine-Inférieure était tombée en arrêt. Vanssay réorganise cette commission en 1821, il pousse les maires du département à la recherche des antiquités du département, et sous ses soins est publié, en 1823, un annuaire statistique du département. 
Il met en même temps beaucoup d'énergie à organiser les Archives départementales, autant par rapport à la sauvegarde des documents qu'à la création des bâtiments d'archives. Il va vite : les premières propositions pour un bâtiment d'archives datent de 1821 et, à la fin de la même année, les travaux sont commencés. Il fonde en 1824 une Commission des archives (qui s'endormira en 1829 après le départ du préfet Vanssay). 
En septembre 1822, la flèche de la cathédrale Notre-Dame de Rouen est détruite par la foudre. Sans tarder, Vanssay engage l’architecte Jean-Antoine Alavoine et la restauration peut commencer en 1825.
De Vanssay, préfet responsable de la bonne exécution des élections, s'est vu en 1824 devant de graves fraudes en intrusions autour des élections. Mieux averti, en 1827, il régit mieux les procédures autour des élections et écrit un intéressant Mémorial des élections de la Seine-Inférieure en 1827

### Préfet de la Loire-Inférieure
Préfet de la Loire-Inférieure il a dû gérer après la Révolution de juillet 1830 le changement de gouvernement à Nantes. Son arrivée à Nantes avec une compagnie militaire, le 30 juillet, coïncide avec la présentation d'une Garde nationale spontanément formée par le la population. Par inadvertance, du sang a coulé entre ces deux groupes armées du même bord. À la suite de ces troubles, le préfet n'est pas maintenu dans ses fonctions. Destitué, il se retire.

### Retraite
Plus tard, le parlement doit voter sa pension, et une discussion véhémente se fait autour d'une pétition des Nantais contre cette pension, qui malgré cela sera attribué à de Vanssay.
Dernier survivant des préfets de l'Empire, il est mort en 1875 à l'âge de 94 ans.  

## Honneurs
- Baron de Vanssay et de l'Empire le 27 décembre 1811[11] ;
- Légion d'honneur :
  -  Chevalier de la Légion d'honneur le 5 novembre 1813.
  -  Officier de la Légion d'honneur le 12 juillet 1820.
  -  Commandeur de la Légion d'honneur le 19 mai 1825[12].